# Fellterriër

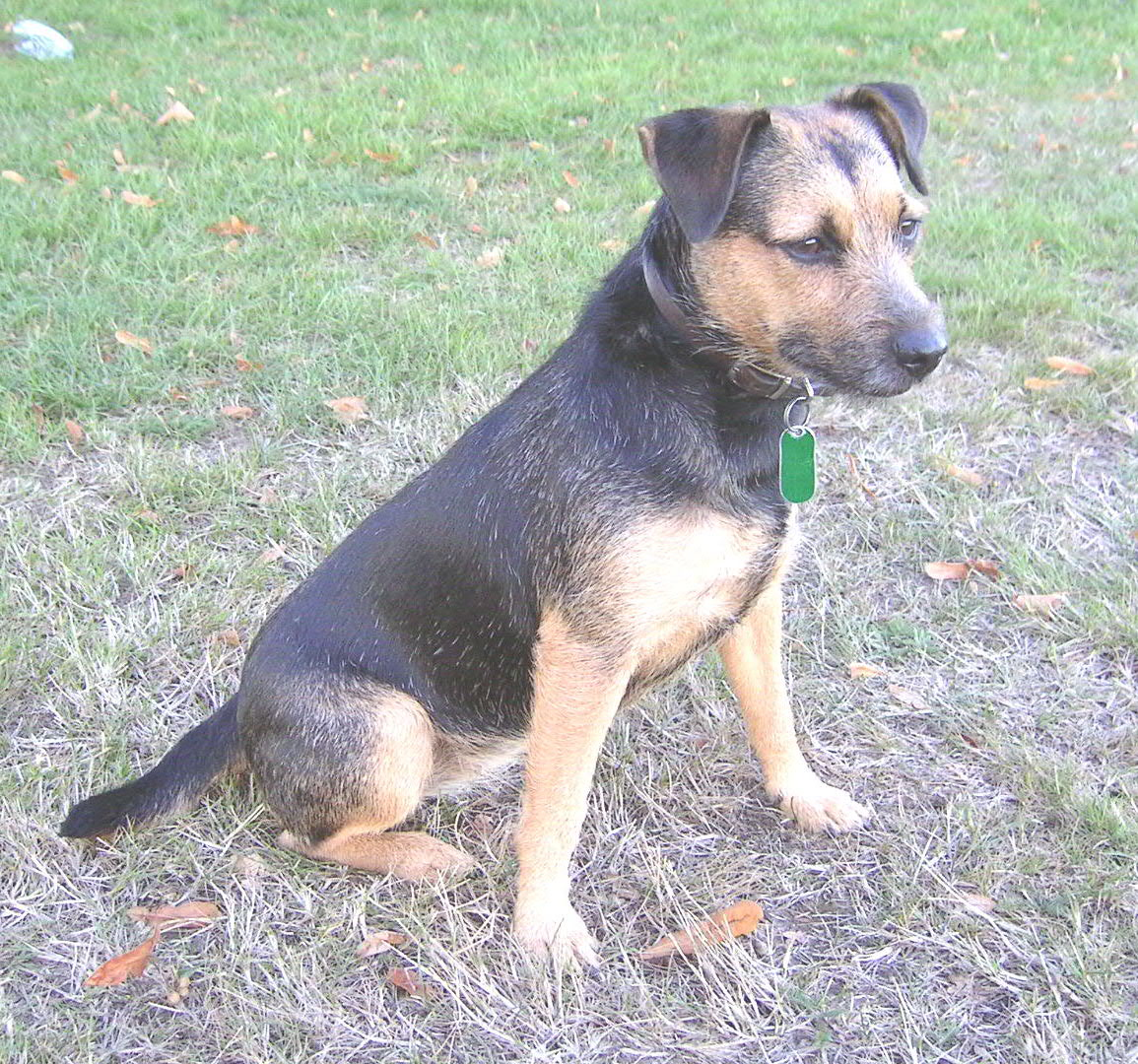
De Patterdaleterriër, een variant op de Fellterriër

De Fellterriër of Patterdaleterriër is een in noordwest Engeland en Wales voorkomend type terriër.
Het woord fell wordt in Engeland gebruikt voor heuvel of berg. Fell terriërs zijn in de regel donker van kleur.
De fokkers selecteren deze honden op jachteigenschappen, niet op showkwaliteit.
Een bekende variant is de Patterdaleterriër, genoemd naar een dorpje in het Lake District. Fell terriërs staan ook aan de basis van een paar erkende rassen, met name de Welsh terriër, de Lakelandterriër en de Borderterriër. In het zuiden van Engeland wordt de plaats van fell terriër als werkende terriër ingenomen door de overwegend witte Russellterriërs.
De dieren hebben in de regel een schofthoogte van 25 tot 32 cm, maar voor het werk ondergronds is vooral de borstomvang van belang. De juiste maat is afhankelijk van het wild dat door de hond moet worden gejaagd. De vacht kan glad- of ruwharig zijn, kort of middellang. In de kleur komt veel variatie voor: rood/zwart, leverkleur, chocolade- of leverbruin en natuurlijk black&tan.
Fellterriërs hebben een sterk jachtinstinct, zijn moedig, zeer energiek en tamelijk vocaal. De hondjes zijn klein, maar zeker geen schoothondjes, ze hebben veel behoefte aan beweging.